# 卡里塞
卡里塞（法語：Carisey，法語發音：[kaʁizɛ]）是法国勃艮第-弗朗什-孔泰大区约讷省的一个市镇，位于该省中部偏东北，属于阿瓦隆区。

## 地理
卡里塞（47°55'24"N, 3°50'49"E）面积11.29 平方千米，位于法国勃艮第-弗朗什-孔泰大區约讷省，该省份为法国中北部内陆省份，西接卢瓦雷省，西北接塞纳-马恩省，南至涅夫勒省，东临科多尔省，东北与奥布省接壤。
与卡里塞接壤的市镇（或旧市镇、城区）包括：维利耶维讷、迪耶、弗洛尼拉沙佩勒、梅雷。

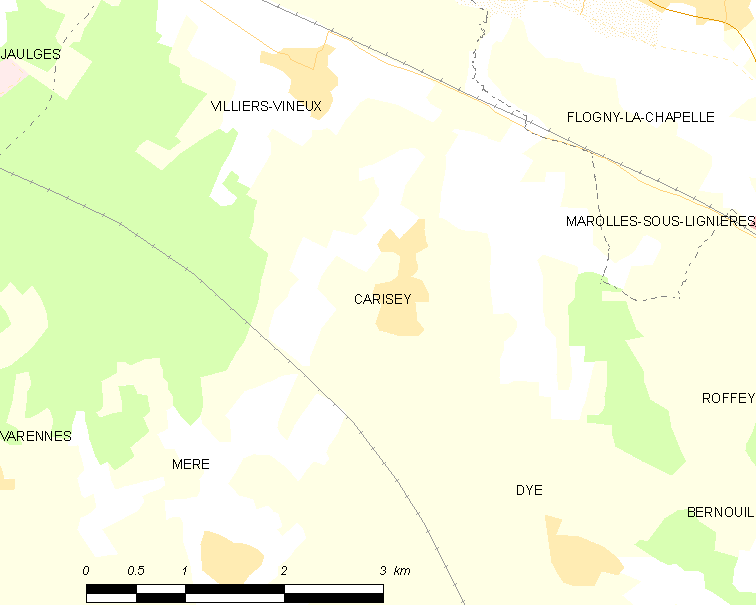
卡里塞的OSM定位图

卡里塞的时区为UTC+01:00、UTC+02:00（夏令时）。

## 行政
卡里塞的邮政编码为89360，INSEE市镇编码为89062。

## 政治
卡里塞所属的省级选区为沙布利县。

## 人口

1962-2008年间卡里塞人口变化图示

卡里塞于2022年1月1日时的人口数量为375人。